# 蘆渓県
蘆渓県（ろけい-けん）は中華人民共和国江西省萍郷市に位置する県。

## 行政区画
- 鎮:蘆渓鎮、宣風鎮、上埠鎮、南坑鎮、銀河鎮、麻田鎮
- 郷:源南郷、長豊郷、張佳坊郷、新泉郷、万竜山郷

## 交通

### 鉄道
- 中国鉄路総公司
  - 滬昆線

### 道路
- 高速道路
  - 滬昆高速道路
- 国道
  - G320国道